# Architecture and Vision
Architecture and Vision (AV) ist ein Architektur- und Design-Studio. Es hat sich auf die Entwicklung von Projekten und den Technologietransfer zwischen Luft- und Raumfahrttechnik und Architektur spezialisiert. Das Studio wurde 2003 von den beiden Architekten Arturo Vittori und Andreas Vogler mit Büros in Bomarzo/Viterbo (Italien) und München (Deutschland) gegründet.

## Gründer
Andreas Vogler (* 15. Januar 1964 in Basel) arbeitete nach mehreren Semestern Studium in Kunstgeschichte und Literatur als Innenarchitekt bei Alinea AG in Basel. Von 1988 bis 1994 studierte er Architektur an der Eidgenössischen Technischen Hochschule ETH in Zürich. Er verbrachte ein Austauschsemester an der Rhode Island School of Design in Providence (RISD) in den USA und diplomierte mit einem Projekt für eine energie-autarke, vorfabrizierte Wetterstation auf dem Weissfluhjoch. 1995 arbeitete er bei Ingenhoven Architekten in Düsseldorf und von 1995 bis 1996 bei Richard Horden Associates, jetzt Horden Cherry Lee Architects in London. Anschließend war er bis 2002 als wissenschaftlicher Assistent am Institut von Professor Horden an der Technischen Universität München beschäftigt. Dort lehrte er Microarchitektur, initiierte und leitete verschiedene Entwurfssemester zum Thema Raumfahrtarchitektur. Untersucht wurden das Wohnmodul an Bord der Internationalen Raumstation in Zusammenarbeit mit der NASA und zukünftige Wohnmodule auf dem Mars. Die beteiligten Studenten hatten dabei die Möglichkeit ihre Prototypen in Parabelflügen im NASA Johnson Space Center zu testen. Während seiner Tätigkeit an der Technischen Universität München publizierte Vogler verschiedene Arbeiten zum Thema Raumfahrtarchitektur und gewann mehrere Preise in Architekturwettbewerben. Von 2003 bis 2005 forschte und unterrichtete er als Gastprofessor an der Royal Academy of Fine Arts, School of Architecture in Kopenhagen zu dem Thema „vorfabriziertes Bauen“. 2004 unterrichtete er an der The University of Hong Kong. 2005 bis 2006 war er Mitglied der Concept House research group der Technischen Universität Delft University of Technology in Delft. Er ist Mitglied der Bayerischen Architektenkammer ByAK Bayerische Architektenkammer, des Deutschen Werkbundes Deutscher Werkbund, und des Amerikanischen Institutes für Luft- und Raumfahrtwesen American Institute of Aeronautics and Astronautics.
Arturo Vittori begann nach einem Studium der Feinen Künste in Viterbo mit dem Architekturstudium an der Universität Florenz. Dieses schloss er nach zwei Jahren Studium an der Technischen Universität Darmstadt 1996 mit einer preisgekrönten Diplomarbeit „Internationale Raumstation – Travelling Network“ ab. Anschließend sammelte Vittori praktische Erfahrungen in Architekturbüros, 1997 bei Jourda Architects, 1998 bei Duepiù France, 2000 bei Santiago Calatrava und 2001 bei Jean Nouvel. 2002 arbeitete er als Manager für Kabinendesign bei Airbus in Toulouse, wo er an der Inneneinrichtung von Kabinen verschiedener Fluggesellschaften, im Speziellen für den Airbus A380, derzeit das größte existierende Flugzeug, mitwirkte. 2005 war er bei Future Systems tätig und arbeitete mit Anish Kapoor an dem Design der Monte-Sant’Angelo-U-Bahn-Station in Neapel. 2006 arbeitete er in dem Londoner Büro für Jachtdesign von Francis Design. Er ist Mitglied der Architektenkammer Ordine degli Architetti della Provincia di Viterbo und des amerikanischen Institutes für Luft- und Raumfahrtwesen American Institute of Aeronautics and Astronautics.

## Philosophie
Die Abkürzung AV entspricht den Initialen der Gründer. Der Name Architecture and Vision steht für die Überzeugung der Gründer, dass Architektur eine Zukunftsvision benötigt, um einen langfristigen kulturellen Beitrag seiner Zeit zu leisten. Das Studio möchte Lebensqualität durch den sinnvollen Einsatz von Technologien und verfügbaren Ressourcen verbessern, um eine harmonische Integration von Menschen, Technologie und Natur zu erreichen. Die Projekte sollen diese Vision in Architektur und die bebaute Umwelt überführen. Mobilität, Nachhaltigkeit, Einsatz lokaler Ressourcen und Ergonomie gemeinsam mit einer individuellen aesthetischen Erscheinung wichtige Leitbilder der Projekte.

## Arbeitsbereich
Das Studio nutzt die moderne Informationstechnologie und das Internet, um interdisziplinär an unterschiedlichen Projekten zu arbeiten. Die Betätigungsfelder umfassen Architektur, Weltraumarchitektur, Transport, Städtebau, Möbeldesign, Design von Unterhaltungselektronik bis zu Multimedia-Kunstinstallationen. AV arbeitet für Luftfahrtgesellschaften, Weltraumagenturen, öffentliche Institutionen, Universitäten und Stiftungen, Firmen und private Bauherren. Aufträge jüngeren Datum beinhalten Projekte mit der ESA, Asiana Airlines, Aero Sekur, the BirdHouse Foundation, GVM Carrara und dem Eidgenössischen Departement für auswärtige Angelegenheiten.
AV haben auf internationalen Konferenzen Vorträge über Raumfahrtarchitektur und Technologietransfer und Nachhaltigkeit in der Architektur gehalten. 2008 unterrichteten sie ein Entwurfssemester in Industriedesign an der Universität La Sapienza in Rom und an der Universität Iuav in Venedig.

## Ausstellungen
- 2007: Aufnahme von “MoonBaseTwo” (aufblasbare Mondstation) in die Sammlung des Museum of Science and Industry Chicago
- 2007: „Airs de Paris“, Centre Georges Pompidou in Paris: “MarsCruiserOne”, Projekt für einen bemannten Mars Rover
- 2006: Aufnahme von “DesertSeal” in die permanente Sammlung des Museum of Modern Art in New York
- 2006: „Leonardo da Vinci: Man, Inventor, Genius“ im Museum of Science and Industry Chicago
- 2005: „SAFE: Design Takes on Risk“, Museum of Modern Art in New York: „DesertSeal“, Prototyp eines Zeltes für die Wüste